# 長崎市立蚊焼小学校
長崎市立蚊焼小学校（ながさきしりつ かやきしょうがっこう、Nagasaki City Kayaki Elementary School）は、長崎県長崎市蚊焼町にある公立小学校。略称は「蚊焼小」（かやきしょう）。

## 概要
歴史
1874年（明治7年）に開校した「蚊焼小学校」を前身とする。2009年（平成21年）に創立135周年を迎えた。
学校教育目標
「かしこく・やさしく・きたえる子」
校章
学問を表す三本のペン先と、「三和」を表す三重の円を組み合わせたものを背景にして、中央に校名の「蚊」の文字を置いている。
校歌
1959年（昭和34年）10月に制定。作詞は小川清、作曲は木野普見雄による。歌詞は3番まであり、各番に校名の「蚊焼小学校」が登場する。
校区
長崎市立三和中学校校区

## 沿革
- 1874年（明治7年）12月13日 - 深堀村蚊焼名字村中地蔵院内に「第五大学区第二中学区蚊焼小学校」が開校。
- 1879年（明治12年）4月 - 現在地に校舎が完成し、移転を完了。
- 1882年（明治15年）4月1日 - 教育令の施行により、「公立中等蚊焼小学校」と改称。
- 1886年（明治19年）4月1日 - 小学校令の施行により、「尋常蚊焼小学校」と改称。
- 1887年（明治20年）10月 - 蚊焼村大字布巻（ぬのまき）に分教場を設置（1年生約20名を収容）。
- 1889年（明治22年）4月1日 - 町村制の施行により、蚊焼村立の小学校となる。
- 1890年（明治23年）3月31日 - 布巻分教場を本校に統合。
- 1894年（明治27年）1月 - 3年制の補習科を設置。
- 1895年（明治28年）4月1日 - 「蚊焼尋常小学校」と改称（「尋常」の位置が変わる）。
- 1900年（明治33年）4月 - 新校舎が完成。
- 1901年（明治34年）4月 - 補習科を2年制に短縮する。
- 1902年（明治35年）4月1日 - 補習科を廃止。その代わりに修業年限2ヶ年の高等科を併置し、「蚊焼尋常高等小学校」（尋常科4年・高等科2年）と改称。
- 1903年（明治36年）4月1日 - 高等科の修業年限を4年に延長。
- 1908年（明治41年）4月1日 - 小学校令の一部改正により、義務教育期間が4年から6年に延長されたため、尋常科を6年制、高等科を2年制に改正。
- 1930年（昭和5年）- 北側新校舎が完成。
- 1941年（昭和16年）4月1日 - 国民学校令の施行により、 「蚊焼村国民学校」と改称。 尋常科を初等科に改称（初等科6年・高等科2年）。
- 1947年（昭和22年）4月1日 - 学制改革（六・三制の実施）が行われる。
  - 旧・蚊焼村国民学校の初等科が改組され、「蚊焼村立蚊焼小学校」が発足。
  - 旧・蚊焼村国民学校の高等科が改組され、蚊焼村立蚊焼中学校（新制中学校）が発足。当面の間、小学校に併設されることとなる。
- 1949年（昭和24年）4月1日 - 蚊焼中学校が統合[2]により廃止される。新設中学校[2]の校舎が完成するまでの間、蚊焼校舎として使用を継続。
- 1950年（昭和25年）6月 - 新設中学校[2]の校舎が為石地区に完成し、中学校による蚊焼校舎の使用が終了。併設を解消。
- 1955年（昭和30年）2月11日 - 蚊焼村・川原村・為石村の3村合併で三和町が発足したことにより、「三和町立蚊焼小学校」と改称。
- 1959年（昭和34年）10月 - 校歌と校旗を制定。
- 1966年（昭和41年）4月1日 - 特殊学級を設置。
- 1967年（昭和42年）5月 - 完全給食を実施。
- 1971年（昭和46年）
  - 4月1日 - 長崎県立三和学園に分校を設置。
  - 10月 - 北側校舎を解体。
- 1972年（昭和47年）
  - 3月 - 鉄筋コンクリート造3階建ての新校舎（一部）が完成。
  - 3月31日 - 長崎県立三和養護学校（長崎県立鶴南特別支援学校の前身）の発足により、三和学園分校を廃止。
- 1973年（昭和48年）
  - 3月 - 鉄筋コンクリート造3階建ての新校舎（すべて）が完成。 南側校舎を解体。
  - 7月 - 体育館が完成。
- 1974年（昭和49年）
  - 12月14日 - 創立100周年記念式典を挙行。
  - 12月 - 図書の寄贈を受け、図書室に森保文庫を設置。
- 1975年（昭和50年）5月 - 正門と門柱が完成。
- 1976年（昭和51年）8月 - プールが完成。
- 1981年（昭和56年）
  - 3月 - 鉄筋コンクリート造3階建ての校舎が増設される。
  - 5月 - 運動場を増設。
- 1982年（昭和57年）4月 - 校章を制定。
- 1987年（昭和62年）3月31日 - 三和町立晴海台小学校の新設により、児童の一部（211名）が転校。
- 1992年（平成4年）2月 - 低学年用砂場・生活科体験園を設置。
- 1993年（平成5年）12月 - 視聴覚室にパソコンを設置。
- 1994年（平成6年）7月 - 旧校舎の補修工事が完了。
- 1997年（平成9年）9月 - ふるさと音楽便を実施。
- 2000年（平成12年）9月 - 運動場の全面改修工事が完了。
- 2001年（平成13年）7月 - 高学年（4～6年生）を対象にペーロン乗船体験を開始。
- 2003年（平成15年）8月 - 旧校舎トイレの洋式化工事が完了。
- 2005年（平成17年）
  - 1月4日 - 三和町が長崎市に編入されたことにより、「長崎市立蚊焼小学校」（現校名）に改称。
  - 12月 - 校名変更（三和町立→長崎市立）に伴い、校旗を新調。
- 2010年（平成22年）3月 - 体育館の耐震化工事が完了。

## アクセス
最寄りのバス停
- 長崎自動車（長崎バス）「蚊焼小学校前」バス停

最寄りの道路
- 国道499号
- 長崎県道224号深堀三和線

## 周辺
- 三和郵便局
- 蚊焼地区公民館
- 長崎市立三和保育所

## 著名な出身者
- 松永浩典（プロ野球選手（投手）・埼玉西武ライオンズ）

## 関連事項
- 長崎県小学校一覧